# 大源流 〜The Early Hit Songs〜
『大源流 〜The Early Hit Songs〜』（だいげんりゅう 〜ジ・アーリー・ヒット・ソングス〜）は、1996年8月21日、ポニーキャニオンから発売された松山千春の企画ベスト・アルバム。品番：PCCA-00995。

## 解説
松山がキャニオン・レコード（現・ポニーキャニオン）在籍時に発表した、初期の代表曲を集めたコレクション・アルバム。全14曲を完全オリジナル音源で収録。松山のデビュー20周年記念企画として、シングル・コレクション・アルバム『ANTHOLOGY 〜SINGLE COLLECTION〜』と同時発売された。

## 収録曲
全曲　作詞・作曲：松山千春
1. 大空と大地の中で (4:02)[1]
  - 編曲：青木望
  - 1stアルバム『君のために作った歌』収録曲。
2. かざぐるま (4:22)[1]
  - 編曲：松井忠重
  - 2ndシングル表題曲。1stアルバム『君のために作った歌』収録曲。
3. 旅立ち (3:10)[1]
  - 編曲：松井忠重
  - 1stシングル表題曲。1stアルバム『君のために作った歌』収録曲。
4. 君のために作った歌 (2:47)[1]
  - 編曲：青木望
  - 1stアルバム『君のために作った歌』収録曲。
5. 銀の雨 (3:34)[1]
  - 編曲：松井忠重
  - 2ndシングル『かざぐるま』のカップリング曲。
  - 1stアルバム『君のために作った歌』収録曲。
6. 初恋 (3:40)[1]
  - 編曲：松井忠重
  - 1stシングル『旅立ち』のカップリング曲。
  - 1stアルバム『君のために作った歌』収録曲。
7. 白い花 (4:41)[1]
  - 編曲：清須邦義
  - 3rdシングル『時のいたずら』のカップリング曲。
8. 時のいたずら (3:47)[1]
  - 編曲：清須邦義
  - 3rdシングル表題曲。
9. こんな夜は (4:45)[1]
  - 編曲：清須邦義
  - 2ndアルバム『こんな夜は』収録曲。
10. 君が好きさ (3:25)[1]
  - 編曲：清須邦義
  - 2ndアルバム『こんな夜は』収録曲。
11. 雪化粧 (4:40)[1]
  - 編曲：安田裕美
  - 3rdアルバム『歩き続ける時』収録曲。
12. 歩き続ける時 (6:30)[1]
  - 編曲：清須邦義
  - 3rdアルバム『歩き続ける時』収録曲。
13. 寒い夜 (4:22)[1]
  - 編曲：清須邦義
  - 3rdアルバム『歩き続ける時』収録曲。
14. 卒業 (3:18)[1]
  - 編曲：松井忠重
  - 6thシングル『窓』のカップリング曲。